# フライ,ダディ,フライ オリジナル・サウンドトラック
『フライ,ダディ,フライ オリジナル・サウンドトラック』は、安川午朗による東映配給映画『フライ,ダディ,フライ』のサウンドトラック。2005年7月6日にトイズファクトリーより発売された。

## リリース・音楽性
通常盤のみの1形態で発売。安川午朗が音楽を担当する東映配給映画『フライ,ダディ,フライ』のサウンドトラックで、主題歌であるMr.Childrenの「ランニングハイ」のアレンジ・バージョンを含むドラマの劇伴を全20曲収録している。
本作のアートディレクターは東郷武司が担当。

## 収録曲
- 全作曲：安川午朗（#8, #20除く） / 全編曲：安川午朗 / プロデュース：津島玄一

1. 花火 -メインタイトル- [1:32]
2. 平穏な日常 [1:58]
3. 突然の不幸 [2:29]
4. 怯えながらの復讐 [3:56]
5. 「なめんなよ、おっさん」 [1:04]
6. 戸惑い [0:55]
7. 訓練 [2:29]
8. ENTER THE DRAGON THEME [2:25]
  - 作曲：Lalo Schifrin

映画『燃えよドラゴン』サウンドトラックのアレンジ・バージョン。
9. 成長の記録 [1:26]
10. いつものバス停 [1:26]
11. 不埒な計画 [2:00]
12. 翼があれば… [8:17]
13. 事の真相 [1:22]
14. 鷹の舞い [4:29]
15. それぞれの想い [3:08]
16. いざ出陣! [4:32]
17. 透明のリュック [1:47]
18. 決闘 [4:08]
19. フライ,ダディ,フライ [3:44]
20. ランニングハイ Piano Version [1:10]
  - 作曲：桜井和寿

Mr.Childrenの27thシングル『四次元 Four Dimensions』収録曲のインストゥルメンタル・アレンジ・バージョン。